# Ilha de França
Ilha de França (em francês:  Île-de-France) é uma das 18 regiões administrativas da França. Sob o Antigo Regime, era uma província francesa. Após a Revolução passou a chamar-se Região Parisiense, até 1975, quando recebeu o atual nome.

## Geografia
A Região da Ilha de França é composta por oito departamentos: Sena e Marne, Yvelines, Essonne, Val-d'Oise, Vale do Marne, Altos do Sena, Seine-Saint-Denis e Paris.
Suas principais cidades são: Paris, Versalhes, Évry, Pontoise, Melun, Nanterre, Bobigny, Créteil, Montmorency, Mantes-la-Jolie, Saint-Germain-en-Laye, Rambouillet, Palaiseau, Étampes, Meaux e Argenteuil.
Muitas vezes a região é confundida com a Aglomeração Parisiense - que abrange apenas os departamentos de Seine-et-Marne, Yvelines, Essonne e Val-d'Oise, e cuja área corresponde a 20% da Região de Île-de-France, embora concentre 90% da sua população.

## História
A região foi habitada depois da pré-história, tendo sido encontrados traços de monumentos megalíticos, que acabaram destruídos pela urbanização. Na época gaulesa, o território atual da Ilha de França era ocupado por quatro tribos gaulesas: no centro estavam os Parísios, cuja capital Lutécia transformar-se-ia em Paris; no norte, os veliocasses, a oeste os carnutes, e no sudoeste estavam os Sênones, que estabeleceram a sua capital em Sens. O nome Île-de-France surgiu muito mais tarde, depois do estabelecimento dos francos, e correspondia à planície situada ao norte do rio Sena, que eles chamavam de País da França.
A região da Île-de-France nasceu do domínio real constituído depois do século X, pelos reis da dinastia capetiana. Seus limites variaram muito até o fim do regime vigente à época. A província alargou-se na direção oeste e sul, e sobretudo sobre a norte, e era mais vasta do que a atual, considerando-se a direção leste. Formava uma zona de interesse econômico para as corporações mercantis de Paris, o que então contribuía para a fixação dos seus contornos. 
Depois da Revolução Francesa, a região foi decomposta em três departamentos - Sena, Sena e Marne. 
Em 1955, os departamentos passaram de três para oito, além de incluir Paris. Como resultado do desmembramento dos antigos Departamentos de Sena e Sena e Oise, foram criados os departamentos de Hauts-de-Seine, Seine-Saint-Denis, Val-de-Marne (limítrofes de Paris, que constituem a chamada pequena coroa); Val-d'Oise, Yvelines e Essonne (não limítrofes de Paris, que formam a grande coroa).